# Capitán Miranda
Capitán Miranda es un distrito del departamento de Itapúa, Paraguay, ubicada a 10 km de la ciudad de Encarnación por la Ruta 6.

## Toponimia
Recibe su nombre en honor al teniente primero Emeterio Miranda (1910 - 1935), un militar paraguayo oriundo de Encarnación que combatió en la Guerra del Chaco (1932 - 1935), se destacó por su valentía y arrojo en combate, 3 veces fue dado de baja por una enfermedad cardiaca y por ser herido en combate, pero aun así regresó siempre al campo de batalla, hasta que falleció en combate en 1935 en la zona de Piritindiva (cerca de Charagua, Bolivia). Fue ascendido póstumamente al rango inmediatamente superior de capitán y sus cenizas descansan actualmente en el Fortín Gabino Mendoza. Una calle en Asunción también lleva su nombre en su homenaje.
Anteriormente el pueblo tenía el nombre de Nueva Volyn, en honor a Volyn, Ucrania, de donde eran originarios sus fundadores, hasta que en 1936 se le cambió por su nombre actual.

## Historia
La colonia de Capitán Miranda fue fundada en el año 1936 y según Decreto N.º 15.480 de fecha 15 de julio de 1939 se habilitó oficialmente la Junta Económica Administrativa. Visto el informe favorable del inspector general de municipalidades y de acuerdo con el Aula 90 de la Ley 915, cuyo decreto refrendado por el Presidente de la República José Félix Estigarribia que acuerda la fundación de la Junta Económica y Administrativa en la Colonia Capitán Miranda.

## Geografía
El distrito de Capitán Miranda se encuentra en la región sur del departamento de Itapúa. Limita al norte con Trinidad, Jesús y La Paz; al sur con Cambyretá; al este con Nueva Alborada, y al oeste con Encarnación y Fram.

## Hidrografía
El distrito está bañado por los arroyos Curi’y, Estadero Cué, Cerrito, Porá, Ca’yguangué y Ypecurú.kaparekuecha

## Demografía
Capitán Miranda cuenta con un total de 9 528 habitantes según datos oficiales del censo paraguayo de 2022.

## Infraestructura
Desde la ciudad de Encarnación se puede acceder a Capitán Miranda tomando la Ruta PY06, dista de Encarnación unos 10 kilómetros. También puede accederse por vía aérea con varios vuelos de cabotaje que diariamente llegan hasta el Aeropuerto Teniente Amín Ayub González.